# Hatice Kübra İlgün
Hatice Kübra İlgün (1 de enero de 1993) es una deportista turca que compite en taekwondo.
Participó en dos Juegos Olímpicos de Verano en los años 2020 y 2024, obteniendo una medalla de bronce en Tokio 2020 en la categoría de –57 kg. En los Juegos Europeos de Cracovia 2023 consiguió una medalla de bronce.
Ganó tres medallas en el Campeonato Mundial de Taekwondo entre los años 2017 y 2023, y tres medallas en el Campeonato Europeo de Taekwondo entre los años 2018 y 2022.

## Palmarés internacional
| Juegos Olímpicos   | Juegos Olímpicos         | Juegos Olímpicos  | Juegos Olímpicos |
| Año                | Lugar                    | Medalla           | Categoría        |
| ------------------ | ------------------------ | ----------------- | ---------------- |
| 2020               | Tokio (Japón)            | Medalla de bronce | –57 kg           |
| Campeonato Mundial |                          |                   |                  |
| Año                | Lugar                    | Medalla           | Categoría        |
| 2017               | Muju (Corea del Sur)     | Medalla de plata  | –57 kg           |
| 2022               | Guadalajara (México)     | Medalla de bronce | –57 kg           |
| 2023               | Bakú (Azerbaiyán)        | Medalla de bronce | –57 kg           |
| Juegos Europeos    |                          |                   |                  |
| Año                | Lugar                    | Medalla           | Categoría        |
| 2023               | Krynica-Zdrój (Polonia)  | Medalla de bronce | –57 kg           |
| Campeonato Europeo |                          |                   |                  |
| Año                | Lugar                    | Medalla           | Categoría        |
| 2018               | Kazán (Rusia)            | Medalla de plata  | –57 kg           |
| 2021               | Sofía (Bulgaria)         | Medalla de plata  | –57 kg           |
| 2022               | Mánchester (Reino Unido) | Medalla de oro    | –57 kg           |